# Ophiomyia bivibrissa
Ophiomyia bivibrissa este o specie de muște din genul Ophiomyia, familia Agromyzidae, descrisă de Gu, X în anul 1991. Conform Catalogue of Life specia Ophiomyia bivibrissa nu are subspecii cunoscute.